# NASCAR Winston Cup 1971
De NASCAR Winston Cup 1971 was het 23e seizoen van het belangrijkste NASCAR kampioenschap dat in de Verenigde Staten gehouden wordt. Het seizoen startte op 10 januari met de Motor Trend 500 en eindigde op 12 december met de Texas 500. Richard Petty won het kampioenschap voor de derde keer in zijn carrière. De trofee rookie of the year werd uitgereikt aan Walter Ballard.

## Races
Top drie resultaten.
| '  | Datum  | Race                     | Circuit                              | Winnaar           | Tweede            | Derde          |
| 1  | 10-jan | Motor Trend 500          | Riverside International Raceway      | Ray Elder         | Bobby Allison     | Benny Parsons  |
| 2  | 11-feb | Daytona 500 Qualifier #1 | Daytona International Speedway       | Pete Hamilton     | A.J. Foyt         | Richard Petty  |
| 3  | 11-feb | Daytona 500 Qualifier #2 | Daytona International Speedway       | David Pearson     | Buddy Baker       | Dick Brooks    |
| 4  | 14-feb | Daytona 500              | Daytona International Speedway       | Richard Petty     | Buddy Baker       | A.J. Foyt      |
| 5  | 28-feb | Miller High Life 500     | Ontario Motor Speedway               | A.J. Foyt         | Buddy Baker       | Richard Petty  |
| 6  | 7-mrt  | Richmond 500             | Richmond International Raceway       | Richard Petty     | Bobby Isaac       | Benny Parsons  |
| 7  | 14-mrt | Carolina 500             | North Carolina Speedway              | Richard Petty     | Bobby Isaac       | Buddy Baker    |
| 8  | 21-mrt | Hickory 276              | Hickory Motor Speedway               | Richard Petty     | David Pearson     | Benny Parsons  |
| 9  | 28-mrt | Southeastern 400         | Bristol Motor Speedway               | David Pearson     | Richard Petty     | Dick Brooks    |
| 10 | 4-apr  | Atlanta 500              | Atlanta Motor Speedway               | A.J. Foyt         | Richard Petty     | Pete Hamilton  |
| 11 | 8-apr  | Columbia 200             | Columbia Speedway                    | Richard Petty     | Benny Parsons     | Dick Brooks    |
| 12 | 10-apr | Greenville 200           | Greenville-Pickens Speedway          | Bobby Isaac       | David Pearson     | Dick Brooks    |
| 13 | 15-apr | Maryville 200            | Smoky Mountain Raceway               | Richard Petty     | Benny Parsons     | Friday Hassler |
| 14 | 18-apr | Gwyn Staley 400          | North Wilkesboro Speedway            | Richard Petty     | David Pearson     | Dick Brooks    |
| 15 | 25-apr | Virginia 500             | Martinsville Speedway                | Richard Petty     | David Pearson     | Bobby Isaac    |
| 16 | 2-mei  | Rebel 400                | Darlington Raceway                   | Buddy Baker       | Dick Brooks       | Dave Marcis    |
| 17 | 9-mei  | Halifax County 100       | South Boston Speedway                | Benny Parsons     | Richard Petty     | James Hylton   |
| 18 | 16-mei | Winston 500              | Talladega Superspeedway              | Donnie Allison    | Bobby Allison     | Buddy Baker    |
| 19 | 21-mei | Asheville 300            | New Asheville Speedway               | Richard Petty     | Elmo Langley      | Cecil Gordon   |
| 20 | 23-mei | Kingsport 300            | Kingsport Speedway                   | Bobby Isaac       | Elmo Langley      | James Hylton   |
| 21 | 30-mei | World 600                | Charlotte Motor Speedway             | Bobby Allison     | Donnie Allison    | Pete Hamilton  |
| 22 | 6-jun  | Mason-Dixon 500          | Dover International Speedway         | Bobby Allison     | Fred Lorenzen     | Richard Petty  |
| 23 | 13-jun | Motor State 400          | Michigan International Speedway      | Bobby Allison     | Bobby Isaac       | Pete Hamilton  |
| 24 | 20-jun | Golden State 400         | Riverside International Raceway      | Bobby Allison     | Ray Elder         | Cecil Gordon   |
| 25 | 23-jun | Space City 300           | Meyer Speedway1                      | Bobby Allison     | James Hylton      | Walter Ballard |
| 26 | 26-jun | Pickens 200              | Greenville-Pickens Speedway          | Richard Petty     | Tiny Lund         | Bill Dennis    |
| 27 | 4-jul  | Firecracker 400          | Daytona International Speedway       | Bobby Isaac       | Richard Petty     | Buddy Baker    |
| 28 | 11-jul | Volunteer 500            | Bristol Motor Speedway               | Charlie Glotzbach | Bobby Allison     | Richard Petty  |
| 29 | 14-jul | Albany-Saratoga 250      | Albany-Saratoga Speedway             | Richard Petty     | Dave Marcis       | J.D. McDuffie  |
| 30 | 15-jul | Islip 250                | Islip Speedway                       | Richard Petty     | Friday Hassler    | Elmo Langley   |
| 31 | 18-jul | Northern 300             | Trenton Speedway                     | Richard Petty     | Buddy Baker       | Bobby Allison  |
| 32 | 24-jul | Nashville 420            | Music City Motorplex                 | Richard Petty     | James Hylton      | Benny Parsons  |
| 33 | 1-aug  | Dixie 500                | Atlanta Motor Speedway               | Richard Petty     | Bobby Allison     | Benny Parsons  |
| 34 | 6-aug  | Myers Brothers 250       | Bowman Gray Stadium                  | Bobby Allison     | Richard Petty     | Jim Paschal    |
| 35 | 8-aug  | West Virginia 500        | West Virginia International Speedway | Richard Petty     | Bobby Allison     | James Hylton   |
| 36 | 15-aug | Yankee 400               | Michigan International Speedway      | Bobby Allison     | Richard Petty     | Buddy Baker    |
| 37 | 22-aug | Talladega 500            | Talladega Superspeedway              | Bobby Allison     | Richard Petty     | Pete Hamilton  |
| 38 | 27-aug | Sandlapper 200           | Columbia Speedway                    | Richard Petty     | Tiny Lund         | Jim Paschal    |
| 39 | 28-aug | Buddy Shuman 276         | Hickory Motor Speedway               | Tiny Lund         | Elmo Langley      | Richard Petty  |
| 40 | 6-sep  | Southern 500             | Darlington Raceway                   | Bobby Allison     | Richard Petty     | Buddy Baker    |
| 41 | 26-sep | Old Dominion 500         | Martinsville Speedway                | Bobby Isaac       | Bobby Allison     | Richard Petty  |
| 42 | 10-okt | National 500             | Charlotte Motor Speedway             | Bobby Allison     | Bobby Isaac       | Donnie Allison |
| 43 | 17-okt | Delaware 500             | Dover International Speedway         | Richard Petty     | Charlie Glotzbach | Bobby Isaac    |
| 44 | 24-okt | American 500             | North Carolina Speedway              | Richard Petty     | Buddy Baker       | Bobby Allison  |
| 45 | 7-nov  | Georgia 500              | Middle Georgia Raceway               | Bobby Allison     | Tiny Lund         | Friday Hassler |
| 46 | 14-nov | Capital City 500         | Richmond International Raceway       | Richard Petty     | Bobby Allison     | Pete Hamilton  |
| 47 | 21-nov | Wilkes 400               | North Wilkesboro Speedway            | Tiny Lund         | Charlie Glotzbach | Richard Petty  |
| 48 | 12-dec | Texas 500                | Texas World Speedway                 | Richard Petty     | Buddy Baker       | Bobby Allison  |

- 1 De Meyer Speedway was gelegen in Houston en werd eenmalig gebruikt.

## Eindstand - Top 10
| 1  | Richard Petty  | 4435 |
| 2  | James Hylton   | 4071 |
| 3  | Cecil Gordon   | 3677 |
| 4  | Bobby Allison  | 3636 |
| 5  | Elmo Langley   | 3356 |
| 6  | Jabe Thomas    | 3200 |
| 7  | Bill Champion  | 3058 |
| 8  | Frank Warren   | 2886 |
| 9  | J.D. McDuffie  | 2862 |
| 10 | Walter Ballard | 2633 |